# سونر كاراغوز
سونر كاراغوز (بالتركية: Soner Karagöz)‏ (مواليد 3 يناير 1972) هو ملاكم تركي، مثّل بلاده في الألعاب الأولمبية الصيفية 1996.

## روابط خارجية
سونر كاراغوز على موقع أوليمبيديا (الإنجليزية)